# 161 (число)
161 (Сто шістдеся́т оди́н) — натуральне число між  160 та  162.

## В інших галузях
- 161 рік, 161 до н. е.
- 161 порт використовується протоколом SNMP
- NGC 161 — лінзоподібна галактика (S0) у сузір'ї Кит.
- 161 —кодова абревіатура антифашистів. Цифри відповідно означають номера букв в алфавіті у слові "AFA".